# Anthrenus museorum
Anthrenus museorum (Linnaeus, 1761) è un coleottero appartenente alla famiglia Dermestidae.

## Descrizione

### Adulto
Si tratta di un coleottero di piccole dimensioni comprese tra i 2,5 e i 4 mm. Presenta un corpo convesso e scuro, con piccole giallastre o bianche. Gli adulti sono in grado di volare.

## Biologia
Gli adulti si nutrono di nettare e all'aperto si possono facilmente osservare sui fiori o volare attorno ad essi e sono presenti tutto l'anno, in inverno soprattutto all'interno. Le larve sono polifaghe, si nutrono di lana, piume, pelli, semi, animali impagliati e tappeti.

## Distribuzione
A. museorum è cosmopolita.